# آن جی هه (بازیگر، زاده ۱۹۸۹)
آن جی هه (کره‌ای: 안지혜؛ زادهٔ ۴ فوریه ۱۹۸۹) بازیگر اهل کره جنوبی است. او در مجموعه تلویزیونی دوازده (۲۰۲۵) ایفای نقش کرده است.

## فیلم‌شناسی

### فیلم
| سال  | عنوان             | نقش               | توضیحات | منابع |
| ---- | ----------------- | ----------------- | ------- | ----- |
| ۲۰۱۲ | عشق ۹۱۱           |                   |         |       |
| ۲۰۱۸ | بدن ما            | هیون جو           |         | [ ۱ ] |
| ۲۰۱۹ | رومانگ            | پزشک اورژانس      |         |       |
| ۲۰۲۱ | اسلیت             | چا یون هی         |         | [ ۲ ] |
| ۲۰۲۲ | پروژه شکار گرگ    | کارآگاه جو سو جین |         | [ ۳ ] |
| ۲۰۲۴ | شکارچیان ویران‌شهر | لی اون هو         |         | [ ۴ ] |

### مجموعه تلویزیونی
| سال  | عنوان            | نقش              | توضیحات    | منابع       |
| ---- | ---------------- | ---------------- | ---------- | ----------- |
| ۲۰۱۲ | به زیبایی تو     |                  |            |             |
| ۲۰۱۳ | بزرگ‌ترین         | تان شیل          |            |             |
| ۲۰۱۴ | سه روز           | بادیگارد         | مهمان      |             |
| ۲۰۱۴ | فراست            | جی مان           |            |             |
| ۲۰۱۵ | شش اژدهای پرنده  | بی وول           |            | [ ۵ ]       |
| ۲۰۱۸ | سرنوشت‌ها و خشم‌ها | منشی کوان        |            |             |
| ۲۰۲۰ | این عشق بود؟     |                  | قسمت ۱، ۲  |             |
| ۲۰۲۱ | مال من           | معاون مدیر       |            | [ ۶ ]       |
| ۲۰۲۳ | نیروهای امداد ۲  | همسر ایم سون یول | قسمت ۷، ۱۲ | [ ۷ ] [ ۸ ] |
| ۲۰۲۵ | دوازده           | مال سوگ          |            | [ ۹ ]       |